# Mycalesis lurida
Mycalesis lurida är en fjärilsart som beskrevs av Butler 1879. Mycalesis lurida ingår i släktet Mycalesis och familjen praktfjärilar. Inga underarter finns listade i Catalogue of Life.